# متلازمة المؤسس
متلازمة المؤسس (الإنجليزية: Founder's syndrome) وتسمى أيضًا (الإنجليزية: founderitis) هي الصعوبة التي تواجهها المنظمات، وخاصة الشركات الناشئة، حيث يحتفظ أحد المؤسسين أو أكثر بسلطة ونفوذ غير متناسبين بعد التأسيس الأولي الفعال للمنظمة، مما يؤدي إلى مجموعة واسعة من المشاكل. تحدث هذه المتلازمة في كل من المنظمات أو الشركات غير الربحية والربحية.

## المشاكل
في منظمة ما، يمكن لشغف وجاذبية المؤسس (المؤسسين)، والتي غالبًا ما تكون مصدر الإبداع والإنتاجية الأولية للمنظمة، أن تصبح محدودة أو مدمرة. قد يؤدي هذا ببساطة إلى الحد من النمو والنجاح الإضافي، أو قد يؤدي إلى انقسامات حادة مع زيادة حجم المطالب المفروضة على المنظمة، أو قد يؤدي إلى الفشل التام.

## الأعراض
عادةً ما تظهر على المنظمة التي تعاني من متلازمة المؤسس العديد من الأعراض التالية:
- ترتبط المنظمة ارتباطًا وثيقًا بمؤسسها؛[9] وهي نتيجة يعتقد أحيانًا أنها مرتبطة بغرور المؤسس.[10][11][12]
- أسلوب قيوسي مهووس مقارنة بالسلوك الأكثر اعتدالًا.[13][14][15]
- أوتوقراطية اتخاذ القرار (أساليب إدارة استبدادية): يميل المؤسسون إلى اتخاذ جميع القرارات في الشركات الناشئة المبكرة، كبيرة كانت أم صغيرة، دون عملية رسمية أو ملاحظات من الآخرين. يتم اتخاذ القرارات في وضع الأزمات، مع القليل من التخطيط المسبق. تُعقد اجتماعات الموظفين عمومًا لحشد القوى، والحصول على تقارير الحالة، وتوزيع المهام. هناك القليل من التطوير الاستراتيجي ذي المغزى، أو الاتفاق التنفيذي المشترك على الأهداف مع تطور مهني محدود أو انعدامه تمامًا. عادةً، لا يوجد بنية تحتية تنظيمية كافية، وما هو موجود لا يُستخدم بشكل صحيح.[12] علاوة على ذلك، يواجه المؤسس صعوبة في اتخاذ قرارات تفيد المنظمة بسبب ارتباطه بها.[11]
- مستويات أعلى من الإدارة التفصيلية من خلال مراقبة عمل الموظفين أو الزملاء في الموضوع بدلاً من الحفاظ على الصورة الشاملة للشركة وتطويرها.[16]
- يُظهر رواد الأعمال مستويات أعلى من التحيز (مثل الثقة المفرطة) مقارنة بالمديرين في المنظمات القائمة.[17][18]
- لا توجد خطة تعاقب.[12]
- فشل ما يسمى الانتقال القيادي[19] خلال السنوات القليلة الأولى مما يؤدي إلى عواقب مثل فقدان الثقة، تدني الروح المعنوية، مستقبل غير متوقع للشركة.[20][21]
- يواجه المؤسس صعوبة في التكيف مع التغييرات مع نضوج المنظمة.[11]
- تلعب ثقافة الفريق القيادي والشركة دورًا مهمًا في النجاح أو الفشل.[22][23]
- غالبًا ما تكون فكرة المؤسس مركزية في العمل الأولي وعملاء الشركة، بحيث إذا تغيرت الأسواق، قد تختفي الحاجة إلى الفكرة الأولية.[24]
- يتم عادةً اختيار الموظفين الرئيسيين وأعضاء مجلس الإدارة من قبل المؤسس وغالبًا ما يكونون أصدقاء وزملاء المؤسس. دورهم هو دعم المؤسس، وليس قيادة المهمة. قد يتم اختيار الموظفين بسبب ولائهم الشخصي للمؤسس بدلاً من المهارات، أو الملاءمة التنظيمية، أو الخبرة. قد يكون أعضاء مجلس الإدارة غير مؤهلين، أو غير مطلعين أو خائفين وعادةً ما يكونون غير قادرين على الإجابة على الأسئلة الأساسية دون التحقق أولاً.[25]
- يجد الموظفون المحترفون المدربون والموهوبون، الذين يتم تجنيدهم غالبًا لحل الصعوبات في المنظمة، أنهم غير قادرين على المساهمة بطريقة فعالة ومحترفة.[25]
- يبدأ المؤسس في تصديق دعايته/العلاقات الخاصة به وقضايا التسويق الأخرى ذات الصلة.[26]
- يعاني المؤسس، الذي يكون عادةً الرئيس التنفيذي أو المدير الإداري، من رأي الأعلى أجرًا (HiPPO)، مما يعني أن أفكاره وقراراته غالبًا ما تفوز على الأفكار والقرارات الأفضل فعليًا.[27][28]
- يصبح المؤسس أكثر جنونًا مع الحاجة إلى التفويض، أو عندما تتجاوز احتياجات إدارة الأعمال تدريبه أو خبرته.
- الوقوع في فخين:[29]
  - أفعال دون هدف أو
  - أفعال خاطئة بناءً على هدف محدد

يستجيب المؤسس للقضايا الصعبة بشكل متزايد من خلال التأكيد على ما ورد أعلاه، مما يؤدي إلى المزيد من الصعوبات. أي شخص يتحدى هذه الدورة سيتم التعامل معه باعتباره مؤثرًا مزعجًا وسيتم تجاهله أو السخرية منه أو إزالته. ستصبح بيئة العمل صعبة بشكل متزايد مع انخفاض الثقة. تصبح المنظمة أكثر تفاعلية، بدلاً من أن تكون استباقية. وبدلاً من ذلك، قد يدرك المؤسس أو مجلس الإدارة المشكلة ويتخذ إجراءً فعالاً.

## الاستجابات

### الإدارة والقيادة الجديدة
لا يوجد علاج واحد لمتلازمة المؤسس، حيث أن كل مشروع تجاري جديد يختلف عن الآخر، ومع ذلك فإن الشركات (المؤسسات الحديثة التأسيس أو الأكبر حجمًا ذات المجموعات الداخلية) تقدم رؤى جديدة وإجابات جديدة للمشكلة. ومن الأمثلة الجيدة للإدارة الأفضل هو " 12 عنصرًا للإدارة العظيمة" الذي أعدته مؤسسة غالوب ، وهو عمل قائم على الاستطلاعات أو مشروع re:Work التابع لشركة جوجل، والذي يتوفر للمديرين الداخليين والجمهور.

### خطة العمل
يتطلب التعامل مع متلازمة المؤسس مناقشة المشكلة، ووضع خطة عمل، والتدخلات من قبل المؤسس، والمجلس، و/أو من قبل الآخرين المشاركين في المنظمة. ينبغي أن يكون هدف الخطة هو السماح للمنظمة بإجراء انتقال ناجح إلى نموذج تنظيمي ناضج دون الإضرار بالمنظمة نفسها أو الأفراد المعنيين.

## نقد
- وعلى الرغم من الأعراض السلبية والإيجابية المذكورة أعلاه، وفقًا لدراسة ركزت على شركات "التكنولوجيا كثيفة المعرفة"، فإن المؤسسين الذين يتمتعون بما يسمى بأسلوب الإدارة العملية، والذي يمكن تفسيره على أنه إدارة دقيقة أو مهووسة أو ما شابه ذلك، هم أكثر عرضة للاحتفاظ بالموظفين ورؤية شركاتهم تزدهر.[35]
- على النقيض من قضية الأنا، يمكن اعتبار الثقة المفرطة سمة إيجابية.[36]
- يقدم بعض الأشخاص توصيات ونصائح معاكسة مثل "افعل كل شيء وأي شيء" أو "إنها شركتك - أنت قرر".[37]
- يميل رواد الأعمال عمومًا إلى أن يكونوا واثقين من أنفسهم أو مفرطين في الثقة، أو لا يصبحون رواد أعمال في المقام الأول.[38]

## قراءة إضافية
- Kislenko، Susanna (22 فبراير 2022). "Dismantling Founder's Syndrome". The Philanthropist. مؤرشف من الأصل في 2025-01-19.
- DeMarco، Tom؛ Hruschka، Peter؛ Lister، Timothy؛ McMenamin، Steve؛ Robertson، James؛ Robertson، Suzanne (2008). Adrenaline Junkies and Template Zombies: Understanding Patterns of Project Behavior. New York: Dorset House. ISBN:0932633676.
- Lunney، John؛ Lueder، Sue؛ O’Connor، Gary (24 أبريل 2018). "Postmortem culture: how you can learn from failure". Google re:Work. مؤرشف من الأصل في 2018-08-17.
- Reid، Glenn (12 أكتوبر 2011). "What it's Really Like Working with Steve Jobs". Blog. Inventor Labs. مؤرشف من الأصل في 2011-10-30.
- Murphy، Bill Jr. (14 يوليو 2019). "12 Years Ago, Steve Jobs Taught an Astonishingly Effective Leadership Lesson in 5 Short Parts". Inc. مؤرشف من الأصل في 2019-07-14.